# Mikko Paatelainen
Mikko Paatelainen (né le 27 novembre 1980 à Valkeakoski en Finlande) est un joueur de football finlandais. Il joue actuellement au IFK Mariehamn en Veikkausliiga. Il est le frère de Mixu et Markus Paatelainen, tous les fils de Matti Paatelainen, ancien footballeur international.

## Biographie

### Ses débuts
En 2001, Mikko Paatelainen commence sa carrière professionnelle au FC Haka Valkeakoski en Veikkausliiga. En 2002, il rejoint Allianssi Vantaa en Veikkausliiga où il inscrira ses trois buts dans le championnat en 28 matchs et il sera Finaliste de la Coupe de Finlande. En 2004, il fera un passage rapide au FC KooTeePee où il marquera 3 buts en 22 matchs.
En 2004, Mikko rejoint son frère Markus à Aberdeen FC mais il quittera le club sans avoir joué un seul match.

### FF Jaro et Cowdenbeath Football Club
Après 10 mois à Aberdeen FC, il retourne en Veikkausliiga à FF Jaro. En août 2005, il inscrit 5 buts en un seul match face à son club formateur FC KooTeePee.
En 2006, il est prêté à Cowdenbeath FC en  Scottish Third Division où il rejoint ses deux frères Markus Paatelainen et Mixu Paatelainen qui est le manageur du club. Il inscrit 7 buts en 9 matchs pour Cowdenbeath FC où ils finissent champion de  Scottish Third Division. Il retourne à FF Jaro pour la préparation de la saison à venir.

### TPS Turku
En décembre 2006, Mikko signe au TPS Turku en Veikkausliiga où son frère Mixu Paatelainen est l'entraineur du club. Mikko était un remarquable buteur durant sa carrière et aussi avec le TPS Turku.

## Palmarès
- Finaliste de la Coupe de Finlande : 2003 avec Allianssi Vantaa.
- Champion de la Scottish Third Division : 2006 avec Cowdenbeath Football Club.